# Euphorbia leucophylla
Euphorbia leucophylla là một loài thực vật có hoa trong họ Đại kích. Loài này được Benth. mô tả khoa học đầu tiên năm 1844.